# Mercaptoessigsäure
Mercaptoessigsäure (andere Bezeichnung: Thioglycolsäure) ist eine farblose, viskose Flüssigkeit und gehört zur Gruppe der Thiole, ihre Salze heißen Thioglycolate. Sie ist chemisch verwandt mit der Glycolsäure.

## Synthese
Die Synthese erfolgt aus Chloressigsäure und Natriumhydrogensulfid durch nukleophile Substitution.

## Verwendung
Sie wird seit etwa 1940 in Enthaarungsmitteln und in Friseurprodukten für Dauerwellen benutzt. Diese enthalten etwa 1 bis 11 % Mercaptoessigsäure als Ammoniumsalz (Ammoniumthioglycolat):
Die Verwendung für Dauerwellen beruht auf der von Leonor Michaelis entdeckten Interaktion von Keratin – aus dem Haare bestehen – mit Thioglycolsäure. Dabei werden Disulfidbrücken zwischen jeweils zwei Cystein-Einheiten des Keratins durch Reduktion getrennt.
Gegebenenfalls findet man auch Kaliumthioglycolat in Enthaarungsmitteln.
Außerdem wird sie bei der Lederverarbeitung und bei der Herstellung von Stabilisatoren für PVC eingesetzt.
Des Weiteren lassen sich mit ihr Eisenionen durch eine intensive Rotfärbung nachweisen. Die Reaktion von Mercaptoessigsäure mit cyclischen Iminen führt zu bicyclischen Lactamen.

## Sicherheitshinweise
Beim Erhitzen zersetzt sich Mercaptoessigsäure unter Bildung von toxischen Gasen (Schwefelwasserstoff und Schwefeloxide).